# Arbeitszeitordnung
Die deutsche Arbeitszeitordnung (AZO) setzte vom 1. Januar 1924 bis Mitte 1994 Rahmenbedingungen für die Arbeitszeiten der Arbeitnehmer in Deutschland und war für Arbeitgeber und Arbeitnehmer verbindlich.
Die letzte Neubekanntmachung der AZO datiert auf den 30. April 1938, durch die endgültige Aufnahme in das Bundesrecht zum 1. Januar 1964 erhielt sie förmlichen Gesetzesrang. Mit dem Inkrafttreten des Arbeitszeitgesetzes (ArbZG) am 1. Juli 1994 wurde sie abgelöst. 
Die AZO umfasste Bestimmungen zum Schutz von Arbeitnehmern über 18 Jahren. Gesetzlich festgelegt wurde unter anderem:
- Verbot der Beschäftigung von Arbeitnehmern über gewisse Höchstzeiten hinaus (§§ 3 ff. AZO)
- Gewährung von Erholungspausen und Freizeit (§ 12 AZO)
- Pflicht des Arbeitgebers zur Mehrarbeitsvergütung bei verlängerter Arbeitszeit (§ 15 AZO)
- Beschäftigungsverbote für Frauen für bestimmte Tätigkeiten, Höchstarbeitszeiten und Ruhepausen (§ 16ff. AZO).

Da der Gesetzgeber weibliche Arbeitnehmer neben Jugendlichen als einen besonders zu schützenden Personenkreis betrachtet, hat er ab 1968 den Arbeitsschutz auf werdende und stillende Mütter (§§ 7 f. MuSchG) sowie Jugendliche (§§ 10ff. JArbSchG) ausgedehnt.

## Anwendungsbereich
Nach § 1 AZO galt die Arbeitszeitordnung für alle Arbeitnehmer über 18 Jahre in Betrieben und Verwaltungen aller Art, auch wenn sie nicht mit der Absicht der Gewinnerzielung betrieben wurden. 
Ausgenommen waren Arbeitnehmer in der Landwirtschaft einschließlich des Gartenbaues, des Weinbaues und der Imkerei, die Forstwirtschaft, die Jagd, die Tierzucht und die land- und forstwirtschaftlichen Nebenbetriebe gewerblicher Art. Letztere waren jedoch nur ausgenommen, wenn sie nur für eigenen Bedarf arbeiten. Daneben waren Arbeitnehmer in der Fischerei, der Seeschifffahrt und der Luftfahrt, ausschließlich der zugehörigen Land- und Bodenbetriebe, ausgenommen. Außerdem galt die Arbeitszeitordnung nicht für Generalbevollmächtigte und die im Handelsregister oder Genossenschaftsregister eingetragenen Vertreter eines Unternehmens, sonstige Angestellte in leitender Stellung, die Vorgesetzte von mindestens zwanzig Arbeitnehmern sind oder deren Jahresarbeitsverdienst, die im Versicherungsgesetz für Angestellte für die Versicherungspflicht jeweils bestimmte Höchstgrenze übersteigt und für pharmazeutisch vorgebildete Arbeitnehmer in Apotheken. Für Arbeitnehmer in Bäckereien und Konditoreien und für das Pflegepersonal und die ihm gleichgestellten Arbeitnehmer in Krankenhäusern und Pflegeeinrichtungen galten ebenfalls besondere Arbeitszeitgesetze und Verordnungen. 

## Arbeitszeitregelungen
Arbeitszeit im Sinne dieses Gesetzes war die Zeit vom Beginn bis zum Ende der Arbeit ohne die Ruhepausen. Die regelmäßige werktägliche Arbeitszeit durfte die Dauer von acht Stunden nicht überschreiten. Im Steinkohlenbergbau galt als Arbeitszeit die Schichtzeit. Wurden Arbeitnehmer an mehreren Stellen beschäftigt, so durften die einzelnen Beschäftigungen zusammen die gesetzliche Höchstgrenze der Arbeitszeit nicht überschreiten. 
Wurde die Arbeitszeit an einzelnen Werktagen regelmäßig verkürzt, so konnte die ausfallende Arbeitszeit auf die übrigen Werktage derselben sowie der vorhergehenden oder der folgenden Woche verteilt werden. Dieser Ausgleich war ferner zulässig, soweit die Art des Betriebes eine ungleichmäßige Verteilung der Arbeitszeit erfordert. Die Voraussetzungen hierfür überprüften die Gewerbeaufsichtsämter. Die tägliche Arbeitszeit durfte aber zehn Stunden täglich nicht überschreiten, andernfalls konnte das zuständige Gewerbeaufsichtsamt eine Überschreitung dieser Grenze auf Antrag zulassen.

## Ruhen
Den Arbeitnehmern war nach Beendigung der täglichen Arbeitszeit eine ununterbrochene Ruhezeit von mindestens elf Stunden zu gewähren. In Gast- und Schankwirtschaften, im übrigen Beherbergungswesen und im Verkehrswesen durfte die ununterbrochene Ruhezeit auf zehn Stunden verkürzt werden. Das Gewerbeaufsichtsamt konnte beim Nachweis eines dringenden Bedürfnisses weitergehende Ausnahmen zulassen.

## Mehrarbeit
Die Arbeitnehmer eines Betriebes oder einer Betriebsabteilung durften an dreißig Tagen im Jahr über die regelmäßige Arbeitszeit hinaus mit Mehrarbeit bis zu zwei Stunden täglich, jedoch nicht länger als zehn Stunden täglich, beschäftigt werden. Wurde darüber hinaus Mehrarbeit geleistet, so hatten die Arbeitnehmer mit Ausnahme der Lehrlinge Anspruch auf eine angemessene Vergütung über den Lohn für die regelmäßige Arbeitszeit hinaus. Bei Arbeitszeitverlängerungen durch Tarifvertrag oder behördliche Genehmigungen bspw. durch das Gewerbeaufsichtsamt entfiel der Anspruch auf eine Mehrarbeitsvergütung, wenn in die Arbeitszeit regelmäßig und in erheblichem Umfang Arbeitsbereitschaft fiel. Als angemessene Vergütung galt, wenn nicht die Beteiligten eine andere Regelung vereinbarten, ein Zuschlag von 25 Prozent. In bestimmten Gewerben konnte die Mehrarbeit auch durch Verkürzung der Arbeitszeit in den übrigen Zeiten des Jahres ausgeglichen werden.

## Frauenarbeitsschutz
Für weibliche Arbeitnehmer gab es umfassende Sonderregelungen in der Arbeitszeitordnung. So durften Frauen nach § 16 AZO nicht in Bergwerken, Salinen, Aufbereitungsanlagen sowie unterirdisch betriebenen Brüchen und Gruben unter Tage beschäftigt werden. Ferner durften sie bei der Förderung, mit Ausnahme der Aufbereitung (Separation, Wäsche), bei dem Transport und der Verladung auch nicht über Tage beschäftigt werden. Es gab zudem Beschäftigungsverbote in Kokereien und bei der Beförderung von Roh- und Werkstoffen bei Bauten aller Art sowie für einzelne Arten von Betrieben oder Arbeiten, die mit besonderen Gefahren verbunden waren.
An Sonn- und Feiertagen durften Frauen in der Regel nicht über 17:00 Uhr hinaus (§ 19 AZO) und zudem nicht länger als acht Arbeitsstunden beschäftigt werden. Bei den Ruhepausen mussten Frauen bei einer Arbeitszeit von mehr als viereinhalb Stunden eine oder mehrere im Voraus feststehende Ruhepausen von angemessener Dauer innerhalb der Arbeitszeit gewährt werden. Die Ruhepausen mussten bei mehr als viereinhalb bis zu sechs Stunden Arbeitszeit mindestens zwanzig Minuten, bei mehr als sechs bis zu acht Stunden eine halbe Stunde, bei mehr als acht bis zu neun Stunden dreiviertel Stunden und bei mehr als neun Stunden eine Stunde betragen. 
Das Beschäftigungsverbot für Frauen für das Baugewerbe und für das Führen von Lokomotiven und Baggern wurde 1983 aufgehoben. Das Nachtarbeitsverbot für Frauen wurde 1994 aufgehoben. 